# Christa Gierke-Wedel
Christa Gierke-Wedel (geborene Christa Gierke, auch Christa Haas) (* 4. Juli 1954) ist eine deutsche Sportmoderatorin.
Christa Gierke-Wedel ist seit Anfang der 1990er Jahre als Christa Haas im deutschen Fernsehen präsent und trat zunächst selbst sportlich als Rollkunstläuferin und Weitspringerin in Erscheinung. Seit 1982 arbeitet sie für das ZDF, zunächst als freie Mitarbeiterin. 1984 erhielt sie eine Festanstellung in der Sportredaktion. Ab 1998 moderierte sie gemeinsam mit Petra Behle Biathlon im ZDF und bildete mit ihr das einzige weibliche Analysepaar im Deutschen Fernsehen.
Für den öffentlich-rechtlichen Fernsehsender moderierte sie von 1984 bis 1991 die ZDF-Sportreportage. Weiterhin moderierte sie Pfiff und die tele-illustrierte und kommentiert zudem vorwiegend in den Bereichen Motorsport, Turniertanz, Eiskunstlauf, Rhythmische Sportgymnastik und Synchronschwimmen. Von 2006 bis Mai 2014 war sie Redaktionsleiterin des Bereichs „ZDF SPORTtäglich“ und hatte damit die erste weibliche Redaktionsleitung des ZDF in der Hauptredaktion Sport inne.